# Kaspar und die Wilderer
Kaspar und die Wilderer ist das 2005 erschienene Musikalbum der österreichischen Band Bluatschink.

## Hintergrund
Das Musical Kaspar und die Wilderer wurde 2002 von Toni Knittel geschrieben. Es ist an Kaspar Hauser angelehnt. Es wurde im Mai und Juni 2006 auf der Geierwally-Bühne in Lechtal aufgeführt. Im Gegensatz zu den Kinder-Veröffentlichungen der Band richtet sich das Musical an Besucher ab zehn Jahren. U.a. geht es beim Titellied um Kinder, die in die Sklaverei verkauft werden und wurde mit der Band mit einer UNO-Schätzung in Verbindung gebracht, nach der dies weltweit 1,3 Millionen Kinder betrifft.

## Titel
1. Kehmat inna 6:32
2. Kaspar 4:17
3. Isch des a Kaff 3:50
4. I bin a Felsa (Kaspar-Version) 4:27
5. I såg nix 3:11
6. Früher I 3:42
7. So wia du 3:40
8. Hårt 3:36
9. Kaspar spielt (Instrumental) 1:22
10. Früher II 2:06
11. Rumpldipumpl 3:58
12. Wårm in mir (Kaspar-Version) 3:45
13. I bin a Felsa (Finale) 3:12